# Asteroid Terrestrial-impact Last Alert System
Pour les articles homonymes, voir ATLAS.
Le Asteroid Terrestrial-impact Last Alert System (ATLAS, en français système d'alerte ultime d'impact d'astéroïdes), codes d'observatoires T05 et T08, est un relevé astronomique robotisé et un système d'alerte précoce optimisé pour détecter les plus petits objets géocroiseurs quelques semaines à quelques jours avant qu'ils impactent la Terre. 
Financé par la NASA et développé et exploité par l'Institut d'astronomie de l'Université de Hawaï, le système comporte actuellement (en 2023) quatre télescopes de 0,5 m. Deux sont situés à 160 km de distance dans les îles Hawaï, dans les observatoires du Haleakalā (ATLAS-HKO) et du Mauna Loa (ATLAS-MLO), un est situé à l'observatoire Sutherland (ATLAS–SAAO, code d'observatoire  M22) en Afrique du Sud et le dernier se trouve à l'observatoire El Sauce à Río Hurtado (Chili) (code d'observatoire W68).
ATLAS a commencé ses observations en 2015 et sa version à deux télescopes est opérationnelle depuis 2017. Chacun des deux télescopes balaie un quart de l'ensemble du ciel observable quatre fois par nuit claire, pour une couverture quadruple du ciel observable toutes les deux nuits claires.
Le projet a obtenu le financement de la NASA pour deux télescopes supplémentaires dans l'hémisphère sud. Opérationnels depuis 2022, ces deux télescopes permettent de doubler la fréquence de couverture quadruple du ciel observable d'ATLAS, passant d'une fois toutes les deux nuits à une fois par nuit, et couvrent la zone des latitudes les plus élevées du ciel austral, non observable depuis Hawaï.
Le 1er juillet 2025, ATLAS Chile découvre le troisième objet interstellaire connu : 3I/ATLAS.